# Municipio de Larkin (Míchigan)
El municipio de Larkin (en inglés: Larkin Township) es un municipio ubicado en el condado de Midland en el estado estadounidense de Míchigan. En el año 2010 tenía una población de 5136 habitantes y una densidad poblacional de 61,66 personas por km².

## Geografía
El municipio de Larkin se encuentra ubicado en las coordenadas 43°42′28″N 84°12′19″O / 43.70778, -84.20528. Según la Oficina del Censo de los Estados Unidos, el municipio tiene una superficie total de 83.29 km², de la cual 83,1 km² corresponden a tierra firme y (0,23 %) 0,19 km² es agua.

## Demografía
Según el censo de 2010, había 5136 personas residiendo en el municipio de Larkin. La densidad de población era de 61,66 hab./km². De los 5136 habitantes, el municipio de Larkin estaba compuesto por el 95,68 % blancos, el 0,9 % eran afroamericanos, el 0,04 % eran amerindios, el 1,71 % eran asiáticos, el 0,43 % eran de otras razas y el 1,25 % eran de una mezcla de razas. Del total de la población el 2,01 % eran hispanos o latinos de cualquier raza.